# سارا چالک
سارا چالک (به انگلیسی: Sarah Chalke) بازیگر کانادایی زاده (۲۷ اوت ۱۹۷۶) در شهر اتاوا زاده شد. وی در سریال آناتومی گری (مجموعه تلویزیونی) محصول ۲۰۰۵
میلادی، بازی کرد که
این سریال در سال ۲۰۰۶ برنده جایزه گلدن گلوب برای بهترین سریال درام شد؛ و در همان سال در سریال آشنایی با مادر هم ایفای نقش کرد که این مجموعه تاکنون برنده پنج جایزه امی شده است. سارا چالک در سریالهای نظریه آشوب و بابای آمریکایی در سالهای ۲۰۰۵ تا ۲۰۰۸ نیز
ظاهر شد. او همچنین در فیلم کیک و بچه‌ننه بازی کرده است.